# Marjatta Metsovaara
Marjatta Metsovaara-Van Havere, född Metsovaara den 29 november 1927 i Åbo, Finland, död 11 december 2014 i Italien, var en finländsk textilkonstnär. Hon var gift med arkitekt Kaj Nyström 1948–1965. 

## Biografi
Metsovaara föddes i en multikulturell familj med fadern av ryskt ursprung och modern med rötter i USA. Under 1930-talets ekonomiska kris flyttade familjen till Urdiala, där fadern startade ett företag för tillverkning och försäljning av hemtextilier och vävningsmaterial.
Metsovaara gick först i flickskola i Tammerfors men började efter andra världskriget att studera vid Konstfackskolan i Helsingfors, där hon tog examen som textildesigner 1949. De ekonomiskt svåra tiderna i Finland efter kriget gjorde att det rådde brist på råmaterial som försvårade både hennes studier och hennes start i karriären.
År 1954 startade hon företaget Metsovaara Oy och började driva en vävfabrik i faderns gamla lokaler i Urdiala. Hennes nya design hade god försäljning i Finland och genom deltagande i utställningar fick hon även internationell uppmärksamhet.
År 1961 inledde Metsovaara samarbete det belgiska textilföretaget Havere-Van de Velde och flyttade då själv till Belgien, men fortsatte ändå sin verksamhet i Finland. Hon fortsatte sin verksamhet som textildesigner till 1985, då hon flyttade till Nice i Frankrike.

## Roll som textildesigner
När Metsovaara inledde sin karriär under 1950-talet hade designers en i huvudsak teknisk, snarare än en konstnärlig roll inom textilindustrin. Detta förändrades under 1960-talet. Därmed kom dessa att spela en stor roll i moderniseringen av finsk heminredning. Metsovaaras produktiva period i detta avseende pågick åren 1954–1968. Hon skapade då sina kända massproducerade mönster, experimenterade med material, utvecklade sin egen stil och mognade som textilkonstnär.
Till en början var Metsovaara starkt påverkad av svensk och dansk inredningsdesign, men utvecklade en egen stil framför allt ifråga om val av material. Hon deltog i Milanotriennalen 1957 och 1960, och vann en guldmedalj vid det senare tillfället. År 1970 erhöll hon Pro Finlandia-medaljen.

### Uppslagsverk
- Bra Böckers lexikon, 1977
- Metsovaara, Marjatta i Uppslagsverket Finland (webbupplaga, 2012). CC-BY-SA 4.0